# Uşak (provincie)
Uşacká provincie je tureckou provincií, nachází se v západní části Malé Asie. Rozloha provincie činí 5341 km², v roce 2000 zde žilo 322 313 obyvatel. Hlavním městem provincie je Uşak.

## Administrativní členění
Uşacká provincie se administrativně člení na 6 distriktů:
- Uşak
- Banaz
- Eşme
- Karahallı
- Sivaslı
- Ulubey